# Graf-Ulrich-Bau

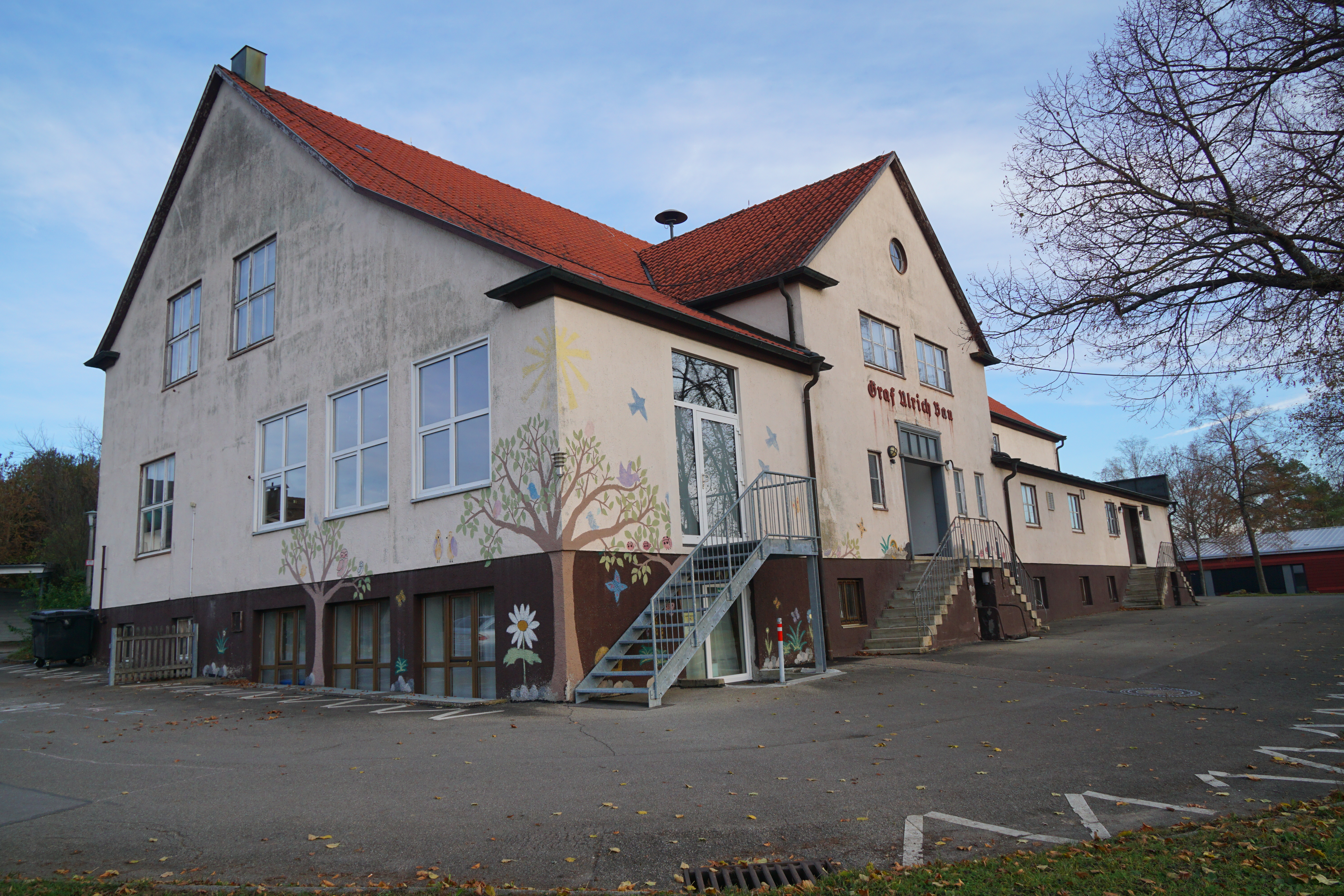
Graf-Ulrich-Bau

Der Graf-Ulrich-Bau ist eine 1936/1937 errichtete Turn- und Festhalle in Döffingen, einem Ortsteil der Gemeinde Grafenau in Baden-Württemberg. Das Gebäude ist nach Ulrich von Württemberg benannt, der 1388 in der Schlacht bei Döffingen fiel.

## Bau- und Nutzungsgeschichte
Der Bau wurde nach den Plänen des Sindelfinger Architekten Georg Bürkle erstellt und kostete 68.000 Reichsmark. Neben dem großen Saal, der für Veranstaltungen und als Turnhalle genutzt wird, und ein Fassungsvermögen von 450 Personen hat, besaß der Graf-Ulrich-Bau bei der Eröffnung noch einen Jugendraum und eine Lehrerwohnung. 
1945 diente der Graf-Ulrich-Bau zur Unterbringung von polnischen Zwangsarbeitern und 1946 von Heimatvertriebenen. Bis 1965 war in dem Gebäude die Schule beheimatet, für die es zwei Klassenräume gab, einen für die Klassen eins bis drei und einen für die Klassen vier bis sieben. Von 1965 bis 1986 war ein Heimatmuseum im Bau ansässig. Diese sogenannte Heimatstube wurde 1986 in das Dätzinger Schloss verlegt.
Heute dient der Graf-Ulrich-Bau als Veranstaltungsort, als Proberaum und zur Unterbringung eines Kindergartens. Eine Rutsche führt vom Veranstaltungssaal in die Kellerbar.